# Skutterudyt
Skutterudyt – minerał z gromady arsenków. należy do grupy minerałów rzadkich. Nazwa pochodzi od Skutterud w Norwegii, gdzie minerał ten został stwierdzony.

## Charakterystyka

### Właściwości
Często bywa pokryty ciemnoszarym, tęczowo iryzującym nalotem, podczas wietrzenia pokrywa się niekiedy purpurowoczerwonym kwiatem kobaltowym – erytryn. Jest izomorficzny z chloantytem, z którym tworzy ciągły roztwór stały (ogniwem pośrednim jest smaltyn). Niekiedy zawiera nikiel, żelazo, bizmut. Jest kruchy, nieprzezroczysty. Zazwyczaj tworzy kryształy o pokroju izometrycznym, przyjmujące postać ośmiościanu czasami sześcianu lub dwunastościanu. Występuje w skupieniach ziarnistych, nerkowatych, skorupowych, występuje też jako żyłki i impregnacje powłok.

### Występowanie
Minerał utworów hydrotermalnych średnich i wysokich temperatur. Najczęściej występuje w żyłach kruszców: srebra, kobaltu, niklu, bizmutu, uranu.
Miejsca występowania:
- Na świecie: Kanada – Cobalt, Ontario, USA – New Yersey, Irak – Anarak, Maroko – Bou Azzer, Irhtem, Niemcy – Schneeberg, Annaberg, Saksonia, Harz, Wittichen, Schwarzwald, Włochy – Elba, Val di Lanzo, Hiszpania – Huelva, Norwegia – Skutterud, Snarum, Austria, Czechy – Pribram.

- W Polsce: w Górach Izerskich (Przecznica), okolicach Kowar, w rejonie Lubina.

### Zastosowanie
- Podrzędna ruda kobaltu.
- Ma znaczenie kolekcjonerskie; najpiękniejsze kryształy (1–2 cm) znajdowane są w Niemczech, Norwegii, Maroku.